# حي البحر
حي البحر هو حي من أحياء المدينة المنورة وأكثر أحياء المدينة شعبية يغلب عليه الطبع الحديث.

## سبب التسمية
حي البحر يعد من أكثر الأحياء شعبية في المدينة المنورة وقد قيل عن سبب تسميته بذلك إن الحي كان عبارة عن بحيرة ومن ثم جفت تلك البحيرة ومما يميز هذه المنطقة أنها أرض زراعية ومشهورة منذ القدم ببساتينها.
يعرف الحي حديثا باسم (درب السنة) يقطع حارة المغاربة مارًا بقباء ومسجد الجمعة. وتعكف أمانة المدينة المنورة على دراسة تنفيذ مشروع درب السنة الذي سيربط بين المسجد النبوي الشريف ومسجد قباء إحياء لسنة الرسول (صلى الله عليه وسلم) والذي كان يمشيه راكبًا أو راجلاً كل يوم سبت.